# 伊斯蒂艾阿-艾季普索斯
伊斯蒂艾阿-艾季普索斯（希臘語：Ιστιαία-Αιδηψός）是希腊中希臘大區埃维亚专区的市镇，行政中心为伊斯蒂艾阿镇。市镇面积为509.2平方公里，2021年人口数量为19,396人。
此市镇设立于2011年地方政府改革中，由原5个市镇合并而成，原市镇则成为此市镇的5个市区。伊斯蒂艾阿市区（即原伊斯蒂艾阿市镇）的面积为181.3平方公里，2021年人口数量为6,457人。艾季普索斯市区（即原艾季普索斯市镇）的面积为115.461平方公里，2021年人口数量为5,766人。